# كوداكية متقطعة
كوداكية متقطعة (الاسم العلمي: Codakia interrupta) هي نوع من الحيوانات تتبع جنس الكوداكية من فصيلة اللوسينات.